# Actieve veredeling
Actieve veredeling is een economische douaneregeling. Onder actieve veredeling wordt verstaan het binnen de Europese Unie bewerken, verwerken of herstellen van niet-uniegoederen, waarbij het resultaat van deze bewerking, verwerking of herstelling buiten de EU gevoerd wordt.
Het Communautair Douanewetboek en de toepassingsverordeningen maken het mogelijk schorsing van invoerrechten te krijgen. Het niet heffen van btw en accijns is in dit soort gevallen geregeld in de nationale wetgeving. Het zou immers vreemd zijn dat men in de EU belastingen moet betalen terwijl het resultaat van de veredeling buiten de EU gevoerd wordt.
Niet-Unie-goederen die binnen de EU veredeld worden, worden invoergoederen genoemd. Het resultaat van de veredeling zijn de veredelingsproducten.

## Vergunning
De douane moet kunnen controleren dat de invoergoederen ook verwerkt zijn in de veredelingsproducten. De identiteit van de goederen speelt daarbij een grote rol. Naast de identiteit van de goederen zal de douane de administratie en het productieproces van het bedrijf te beoordelen. Als geen bezwaren bestaan zal de douane een vergunning actieve veredeling verlenen.

## Varianten
De douaneregeling actieve veredeling kende tot 1 mei 2016 twee varianten:

### Terugbetalingssysteem
Het terugbetalingssysteem houdt in dat bij het doen van de aangifte voor de regeling actieve veredeling de rechten bij invoer worden betaald. Bij de uitvoer van het veredelde product wordt de aangifte ten uitvoer gedaan. Na het uitgaan van de goederen kan terugbetaling van de rechten bij invoer worden aangevraagd onder overlegging van de door de douane afgetekende aangifte ten uitvoer.

### Schorsingssysteem
Het schorsingssysteem houdt in dat bij aangifte voor deze douaneregeling op het formulier alleen aangegeven wordt dat het om actieve veredeling gaat. De vergunninghouder moet hiervoor binnen zijn administratie een rekening bijhouden. Bij de wederuitvoer moet een door de douane afgetekende (weder)uitvoeraangifte worden overgelegd. Dit moet de vergunninghouder dan in zijn administratie bijhouden. Bij een periodieke controle zal de douane beoordelen of alles volgens de vergunning is verlopen.

## Wederuitvoer
Een van de eisen bij actieve veredeling is dat de verdelingsproducten na veredeling worden uitgevoerd naar buiten de EU. Dit is de bijzondere verplichting die geldt bij actieve veredeling. De regeling is aangezuiverd zodra de veredelingsproducten de EU hebben verlaten. Als dit niet gebeurt, moeten alsnog de rechten bij invoer worden voldaan.